# HD206088
HD206088 — хімічно пекулярна зоря спектрального класу A7, що має видиму зоряну величину в смузі V приблизно  3,7.
Вона  розташована на відстані близько 138,9 світлових років від Сонця.

## Фізичні характеристики
Зоря HD206088 обертається 
порівняно повільно 
навколо своєї осі. Проєкція її екваторіальної швидкості на промінь зору становить  Vsin(i)= 40км/сек.

## Пекулярний хімічний склад
Зоряна атмосфера HD206088 має підвищений вміст 
Sr
.